# El primer día (novela)
El primer día ( Le premier jour) es uno de los famosos libros del escritor francés Marc Levy. Esta novela cuenta la aventura de una joven francesa arqueóloga y un joven inglés astrónomo. A pesar de que sus sueños estén dirigidos a campos de estudio totalmente opuestos, el destino unirá sus caminos para investigar el trabajo más importante de sus vidas. Lo que nuestros protagonistas no saben es que además de compartir sus conocimientos, compartirán una gran aventura, en la que brotarán antiguos sentimientos y pasiones entre ambos. 
Marc Levy nos ofrece las vivencias y experiencia de cada uno de los protagonista en una expedición que les hará conocerse a sí mismos en diferentes situaciones que se les irá planteando al largo de la trama.